# Gleißhammer
Gleißhammer (nürnbergisch: Glashamma) ist ein Stadtteil der kreisfreien Stadt Nürnberg. Der Statistische Bezirk 29 wird ebenfalls Gleißhammer genannt,  ebenso gibt es eine Gemarkung Gleißhammer, die in der Fläche der ehemaligen, am 31. Dezember 1898 aufgelösten Gemeinde Gleißhammer entspricht. Das ursprüngliche Dorf wurde mit der Industrialisierung zu einem Stadtteil mit Hammerwerken und metallverarbeitenden Betrieben wie dem Spielzeughersteller Bing.

## Geographie

### Gemarkung
Die Gemarkung Gleißhammer hat eine Fläche von 6,994 km². Sie ist in 3905 Flurstücke aufgeteilt, die eine durchschnittliche Fläche von 1791,13 m² haben. In ihr liegen die Stadtteile Dutzendteich, Gleißhammer, St. Peter und Weichselgarten.

### Lage
Der ursprüngliche Weiler Gleißhammer befand sich auf freier Flur am Zeltnerweiher, der vom Goldbach, einem linken Zufluss der Pegnitz, gespeist wird. Heute besteht der Stadtteil im Norden überwiegend aus vier- bis fünfstöckigen Bürgerhäusern, die in den 1910/20er Jahren entstanden sind. Im Südosten befinden sich der das Ortsbild prägende Komplex der Bundesagentur für Arbeit sowie das Martin-Behaim-Gymnasium, das Neue Gymnasium und die Meistersingerhalle. Westlich des Luitpoldhains liegt das sogenannte „Nibelungenviertel“ mit altem Baum- und Villenbestand.

## Geschichte
Der Ort wurde 1336 als „hamer [...] bei Nürenberch“ erstmals urkundlich erwähnt. Die Mühle wurde damals als Hammerwerk betrieben; der Gleißhammer mit seiner Eisenhütte zählt zu den ältesten überlieferten Industrieanlagen Nürnbergs. Das spätere Zeltnerschloss wurde bereits vor 1370 als Hammerschloss erwähnt. Es gehörte im frühen 14. Jahrhundert Conrad Stromer „dem Langen“, ab 1336 dem Großkaufmann und Reichsmünzmeister Konrad Groß, ab 1403 dem Montanunternehmer und Finanzmakler Herdegen Valzner, kam dann an den Schwager von dessen Witwe, Heinrich Toppler und über Jakob Toppler an dessen Tochter Margaretha Tetzel. Nach seiner Zerstörung 1504 im Landshuter Erbfolgekrieg wurde die erneuerte Hammeranlage 1522 von den Tetzel an ihre Verwandten Fürer verkauft, die sie sogleich an den Kaufmann Jörg Schlaudersbach weiterveräußerten. Er ließ 1523 auch das Hammerschloss wieder aufbauen. Nach erneuter Zerstörung 1552, während des Zweiten Markgrafenkriegs, erwarben 1566 Endres und Jakob Imhoff die Anlage und ließen sie um 1569 wieder aufbauen. Es folgten ab 1654 Georg Seifried Koler von Neunhof, ab 1667 Paul Sigmund Koler von Neunhof, 1685 Johann Joachim Nützel, ab 1727 die Ebner von Eschenbach, ab 1780 Gottlieb Christoph Scheurl von Defersdorf, 1790 Eberhard Jodokus König von Königsthal, ab 1845 Johannes Zeltner, danach Familie die Beckh (Nachkommen von Zeltner), ab 1920 die Reichsbahn. Während des Zweiten Weltkriegs brannte das Schloss 1943 aus und wurde 1955 wiederum aufgebaut. Seit 1981 gehört es der Stadt Nürnberg, die es an einen Kulturladen vermietet.
Im frühen 17. Jahrhundert erbaute sich der Bürger und Händler Jörg Jonabach einen zweiten Herrensitz auf einem Bauernhof in der Nachbarschaft des Gleißhammers (Schlossstraße 62–64), das später sogenannte „Güntherschlößchen“; es wurde 1930 für den Neubau der Rundfunkfabrik abgebrochen.
Gegen Ende des 18. Jahrhunderts bestand Gleißhammer aus 11 Anwesen (1 Glasschleife, 9 Güter, 1 Wirtshaus). Das Hochgericht übte die Reichsstadt Nürnberg aus, was aber vom brandenburg-ansbachischen Oberamt Schwabach und dem Vogtamt Schönberg bestritten wurde. Alleiniger Grundherr war König von Königsthal. Es gab 14 Untertansfamilien.
Von 1797 bis 1808 unterstand Gleißhammer dem Justiz- und Kammeramt Burgthann. Im Rahmen des Gemeindeedikts wurde 1808 der Steuerdistrikt Gleißhammer gebildet. Zu diesem gehörten Bleiweiß, Dürrenhof, Dutzendteich, Fallhütte, Flaschenhof, Forsthof, Gleißbühl, Glockenhof, Hadermühle, Hallerhütte, Hallerschloß, Kressengarten, Neubleiche, Sandbühl, St. Peter, Ställe vor dem Frauentor, Tullnau, Vogelsgarten, Weichselgarten und Wölkershof. Im selben Jahr entstand die Ruralgemeinde Gleißhammer, die deckungsgleich mit dem Steuerdistrikt war. Sie war in Verwaltung und Gerichtsbarkeit dem Landgericht Nürnberg zugeordnet und in der Finanzverwaltung dem Rentamt Fürth. In der freiwilligen Gerichtsbarkeit unterstand der gesamte Ort bis 1835 dem Patrimonialgericht Gleißhammer. 1825 wurden Dürrenhof, Flaschenhof, Gleißbühl, Glockenhof, Hadermühle, Kressengarten, Neubleich, St. Peter, Ställe vor dem Frauentor, Vogelsgarten und Wölkershof nach Nürnberg eingemeindet. Ab 1862 gehörte Gleißhammer zum Bezirksamt Nürnberg. Die Gerichtsbarkeit liegt seit 1879 beim Amtsgericht Nürnberg. Die Finanzverwaltung wurde 1871 vom Rentamt Nürnberg (1919 in Finanzamt Nürnberg umbenannt) übernommen. Die Gemeinde hatte 1888 eine Gebietsfläche von 3,330 km².
Die Gemeinde Gleißhammer wurde am 1. Januar 1899 in die Stadt Nürnberg eingemeindet.

### Baudenkmäler

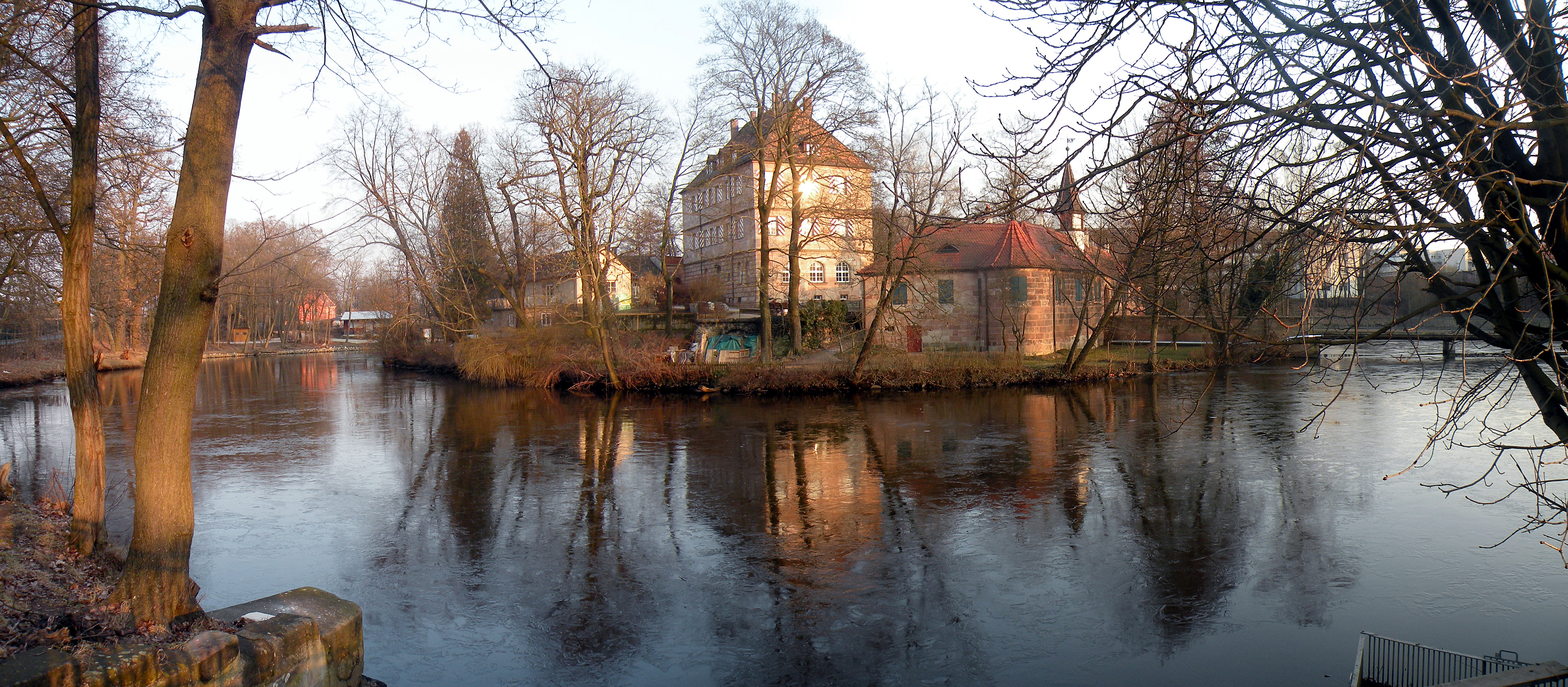
Zeltnerschloss

Im Statistischen Bezirk Gleißhammer gibt es ein Baudenkmal:
- Das Zeltnerschloß (auch Zeltner-Schlösschen), ein ehemaliger Herrensitz in einem kleinen, aufgestauten Weiher. Dieser erstmals 1370 genannte Sitz wurde zum Schutz eines Hammerwerks, einer frühindustriellen Wassermühle zur Blecherzeugung, errichtet. Die Anlage wurde 1552 im Zweiten Markgrafenkrieg zerstört und um 1569 durch den Nürnberger Patrizier Jakob Imhoff im größeren Umfang neu errichtet. Nach mehrfachem Besitzerwechsel wurde das durch Hochwasser beschädigte Schloss 1845 vom politisch und kulturell engagierten Fabrikanten Johannes Zeltner übernommen und restauriert. Seitdem trägt es den Namen Zeltnerschloß. Das Dach trug ursprünglich die für Nürnberger Herrensitze typischen Eckerker. Nach der Zerstörung im Zweiten Weltkrieg wurden diese allerdings nicht wieder aufgebaut.

### Einwohnerentwicklung
Gemeinde Gleißhammer
| Jahr      | 1818   | 1840   | 1852   | 1855   | 1861   | 1867   | 1871   | 1875   | 1880   | 1885   | 1890   | 1895   | 1900   |
| Einwohner | 675    | 448    | 623    | 625    | 697    | 1111   | 1467   | 3860   | 4158   | 4713   | 4877   | 5378   | 6843   |
| Häuser    | 85     | 45     |        |        |        |        | 144    |        |        | 334    | 308    |        | 446    |
| Quelle    | [ 21 ] | [ 22 ] | [ 23 ] | [ 23 ] | [ 24 ] | [ 25 ] | [ 26 ] | [ 27 ] | [ 28 ] | [ 15 ] | [ 29 ] | [ 23 ] | [ 30 ] |

Ort Gleißhammer
| Jahr      | 001818 | 001824 | 001836 | 001840 | 001861 | 001871 | 001885 | 001910 |
| Einwohner | 109    | 117    | 181    | 203    | 429    | 750    | 2427   | 14671  |
| Häuser    | 18     | 12     | 19     | 25     |        |        | 169    |        |
| Quelle    | [ 21 ] | [ 13 ] | [ 31 ] | [ 22 ] | [ 24 ] | [ 26 ] | [ 15 ] | [ 32 ] |

## Religion
Gleißhammer ist seit der Reformation evangelisch-lutherisch geprägt und war ursprünglich nach St. Nikolaus und Ulrich (Mögeldorf) gepfarrt, gegenwärtig ist die Pfarrei St. Peter (Nürnberg) zuständig. Die Einwohner römisch-katholischer Konfession sind nach St. Kunigund (Nürnberg) bzw. nach St. Stefan (Zerzabelshof) gepfarrt.

## Verkehr

### Stadtverkehr
Gleißhammer ist im Tagesverkehr über die Stadtbuslinien 43, 44 und 94 mit Direktverbindungen an den Hauptbahnhof, Rathenauplatz, Rathaus, Zerzabelshof und Ostring angebunden. Im Nachtverkehr bedient die Nightlinerlinie N3 das Gebiet.

### Haltepunkt Nürnberg-Gleißhammer

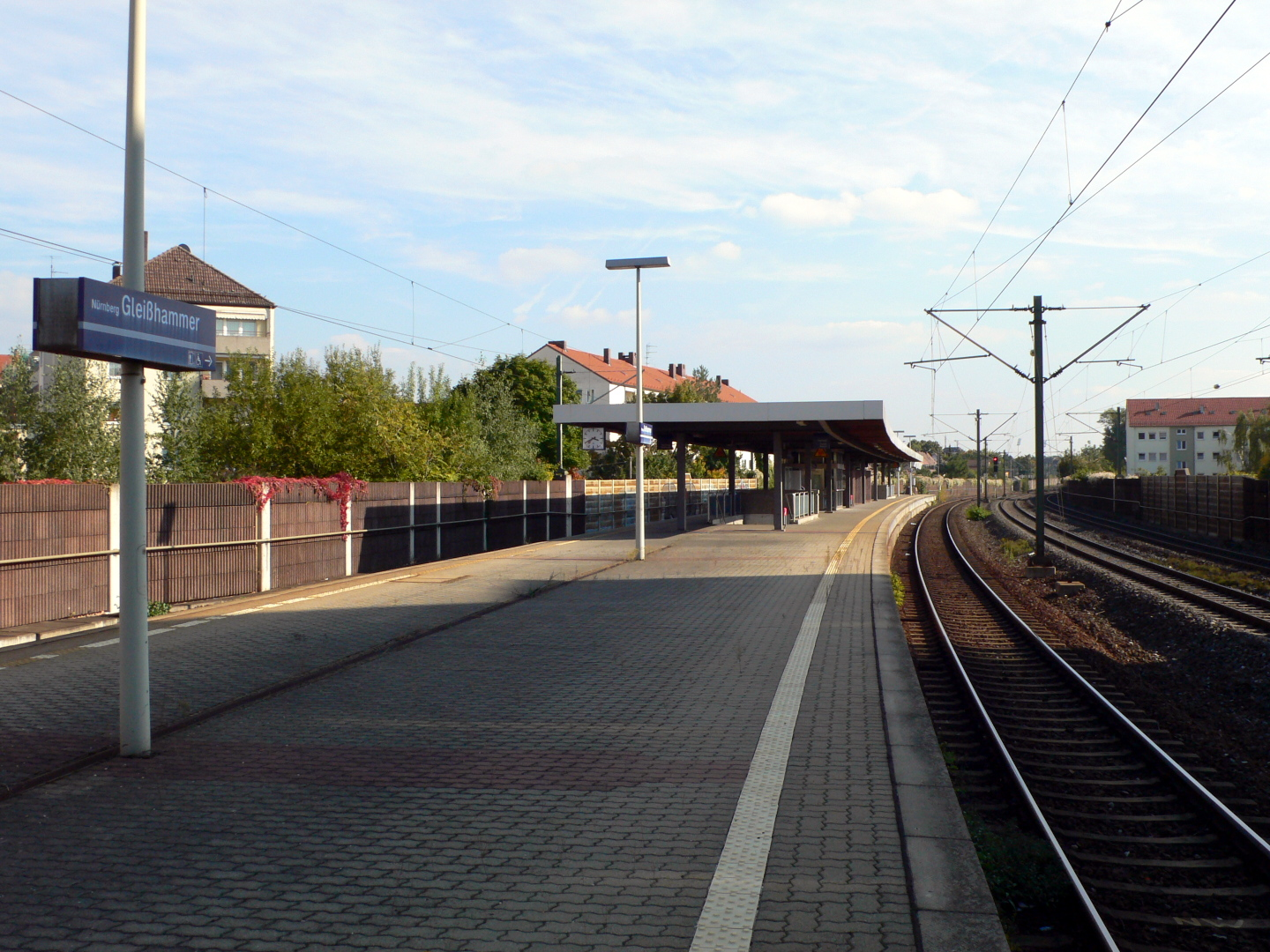
Haltepunkt Nürnberg-Gleißhammer

Der Haltepunkt Nürnberg-Gleißhammer liegt an der Bahnstrecke Nürnberg–Feucht und befindet sich an der Überführung über die Zerzabelshofstraße. Er verfügt über einen 145 m langen und 96 cm hohen Mittelbahnsteig. Die Verkehrsbedienung erfolgt durch die Linie S3 (Nürnberg – Altdorf), des Weiteren besteht eine Verknüpfung zu den Stadtbuslinien 43, 44 und 94.
| Linie | Verlauf | Takt                                                                 |
| ----- | --- | -------------------------------------------------------------------- |
| S3    | Nürnberg Hbf – Nürnberg-Dürrenhof – Nürnberg-Gleißhammer – Nürnberg-Dutzendteich – Nürnberg Frankenstadion – Fischbach (Nürnberg) – Feucht – Feucht-Moosbach – Winkelhaid – Ludersheim – Altdorf West – Altdorf Stand: Fahrplanwechsel Dezember 2023 | 20/40 min 20 min (HVZ und Nürnberg–Feucht montags–freitags tagsüber) |

Der Haltepunkt wurde 1920 für die in seiner Umgebung wohnenden Bediensteten des Rangierbahnhofs errichtet und von den Dienstpersonenzügen Nürnberg Hbf – Nürnberg Rbf bedient. 1927 wurde er für den allgemeinen Fahrgastverkehr freigegeben und ab 3. Juni 1984 von den Regionalzügen der Linie N3 (ab 27. September 1987: R5A) angefahren. Im Zuge der Bauarbeiten für die damalige S-Bahn-Linie S2 wurde er S-Bahn-gerecht umgebaut und am 22. November 1992 wieder dem Verkehr übergeben.